# Hubert Airy
Hubert Airy (ur. 14 czerwca 1838, zm. 1 czerwca 1903 w Woodbridge) – brytyjski lekarz.

## Życiorys
Pierwszy opisał iluzje fortyfikacyjne w migrenie i zaproponował termin teichopsia. Był synem matematyka i astronoma George'a Airy'ego. Cierpiał na migreny i nie chciał normalnie praktykować medycyny. Został jednak inspektorem medycznym i w ten sposób zarabiał na życie. Zajmował się pisaniem raportów dotyczących epidemiologii i szczepień. Mieszkał w Woodbridge w Suffolk. Miał szerokie zainteresowania, interesował się m.in. meteorologią. Był członkiem brytyjskiego stowarzyszenia meteorologicznego od 20 czerwca 1897. Okazyjnie pisał artykuły do czasopisma „Nature”.